# Rosenkungsfiskare
Rosenkungsfiskare	(Ceyx melanurus) är en fågel i familjen kungsfiskare inom ordningen praktfåglar.

## Utseende och läte
Rosenkungsfiskaren är en mycket liten (12–13 cm) rostfärgad kungsfiskare. Nominatformen (se Utbredning och systematik nedan för underarter) har lila anstrykning på örontäckare, hjässa, bröst och övergump. På strupen och buken är den vit, på tygeln smutsvit. På halssidan syns en vit fläck under en blå. Vingarna är blåglänsande svartaktiga och på ryggen märks en svart V-formad teckning. Näbben är röd, liksom benen. Lätet är tunt, ljust och gnissligt.
Sydligare populationer skiljer sig något från nominatformen. Underarten samarensis är större, mörkare och har mer lilafärgad anstrykning. Även mindanensis är större och mer lila. Den saknar vidare den blå fläcken på halssidan och har mindre svart på vingarna.

## Utbredning och systematik
Rosenkungsfiskaren förekommer i Filippinerna. Den delas in i tre underarter med följande utbredning:
- Ceyx melanurus melanurus – förekommer i norra Filippinerna (på öarna Luzon, Polillo, Alabat och Catanduanes)
- Ceyx melanurus samarensis – förekommer i centrala Filippinerna (på öarna Samar och Leyte)
- Ceyx melanurus mindanensis – förekommer i södra Filippinerna (på öarna Mindanao och Basilan)

Underarten mindanensis urskiljs av Birdlife International och internationella naturvårdsunionen IUCN som en egen art, Ceyx mindanensis.

## Status
Internationella naturvårdsunionen IUCN behandlar minandensis och melanurus inklusive samarensis som skilda arter. Populationernas hotstatus bedöms därför var för sig, båda bestånd minskande i antal men livskraftiga.